# Златан Стойков
Златан Кирилов Стойков е български офицер, генерал, бивш началник на Генералния щаб на Българската армия (2006 – 2009), началник на отбраната (2009).

## Биография
Златан Стойков е роден на 17 март 1951 г. в с Църварица, област Кюстендил. Средното си образование завършва в Техникума по електропромишленост в Кюстендил. На 22 април 1997 г. е удостоен с висше военно звание генерал-майор. На 6 май 1998 г. е освободен от длъжността командир на Трета мотострелкова дивизия и назначен за началник-щаб на Втори армейски корпус, считано от 7 май 1998 г. Вследствие на реорганизрането на корпуса в Сили за бързо реагиране на 24 август 1998 г. е назначен за началник-щаб на последниите. На 7 юли 2000 г. е удостоен с висше военно звание генерал-майор, освободен от длъжността началник-щаб на Силите за бързо реагиране и назначен за командир на Силите за бързо реагиране. На 6 юни 2002 г. е освободен от длъжността командир на командир на Силите за бързо реагиране, назначен за заместник-началник на Генералния щаб по ресурсите и удостоен с висше военно звание генерал-лейтенант. На 25 април 2003 г. е освободен от длъжността заместник-началник на Генералния щаб по ресурсите и назначен за началник на Главния щаб на Сухопътните войски. На 4 май 2005 г. е назначен за началник на Главния щаб на Сухопътните войски. На 25 април 2006 г. е назначен за началник на Генералния щаб на Българската армия, считано от 1 юни 2006 г. и удостоен с висше офицерско звание генерал.
На 27 май 2009 г. е назначен за началник на отбраната, считано от 12 май 2009 г. до 29 май 2009 г., след което на 30 май 2009 длъжността му е продължена до 29 юни 2009 г. На 1 юли 2009 г. е награден с орден „Стара планина“ първа степен с мечове за изключителния му принос при изграждане и модернизация на въоръжените сили, проявен висок професионализъм и компетентност в стратегическото ръководство на Българската армия, за достойното участие на българските военни контингенти в мироопазващи мисии извън страната и във връзка с изтичането на мандата му като началник на отбраната. На същата дата е освободен от длъжността началник на отбраната, считано от 30 юни 2009 г.

## Семейство
Женен е, има 2 дъщери, едната от които е офицер в полицията.

## Образование
Завършва:
- Висше военно общовойсково училище „Васил Левски“, Велико Търново – 1973 г.
- Национална военна академия „Г. С. Раковски“, София – 1980 г.
- Генерал-щабна академия, Москва – 1995 г.
- специализация в Езиковия институт по отбраната, Сан Антонио, Тексас, САЩ – 1999 г.

## Награди
- Орден „Стара планина“ първа степен с мечове (1 юли 2009) с УКАЗ № 200 от 1 юли 2009 г.

## Военни звания
- курсант (1969)
  - Лейтенант (1973)
  - Старши лейтенант (1976)
  - Капитан (1980)
  - Майор (1985)
  - Подполковник (1989)
  - Полковник (1992)
  - генерал-майор (с 1 звезда) – (22 април 1997)
  - Генерал-майор (с 2 звезди) – (7 юли 2000)
  - Генерал-лейтенант – (6 юни 2002)
  - Генерал – (1 юни 2006)

## Военна кариера
- командир на взвод, 19 мотострелкови полк (1973 – 1974),
- командир на комендантско-домакинска рота, 1-ва мотострелкова дивизия (1974 – 1978),
- слушател във военна академия „Г. С. Раковски“, София (1978 – 1980)
- командир на батальон за обслужване и охрана (1980 – 1981),
- помощник-началник на Оперативния отдел, 1-ва армия (1981 – 1982),
- старши помощник-началник на Оперативния отдел, 1-ва армия (1982 – 1983),
- помощник-началник на оперативен отдел (направленец), Оперативно управление, Командване на Сухопътните войски (1983 – 1984),
- старши помощник-началник на оперативен отдел (началник на направление), Оперативно управление на Командването на Сухопътните войски (1984 – 1987),
- заместник-началник на оперативен отдел, Оперативно управление, Командване на Сухопътните войски (1987 – 1988),
- началник на оперативен отдел и заместник началник-щаб на 1-ва армия (1988 – 1992),
- заместник началник-щаб на 1-ва армия (1992 – 1993),
- слушател в Генерал-щабна академия, Москва (1993 - 1995)
- командир на 3-та мотострелкова дивизия (1995 – 1998),
- началник-щаб на Силите за бързо реагиране (1998 – 2000),
- командир на 2-ри армейски корпус (2000 – 2002),
- заместник-началник на Генералния щаб по ресурсите (2002 – 2003),
- началник на Главния щаб на Сухопътните войски (2003 – 2006),
- началник на Генералния щаб на БА (1 юни 2006 – 30 юни 2009) – (преименувано на началник на отбраната на 30 май 2009 г)
- в резервен щат на Министъра на Отбраната (7 юли 2009 – 1 октомври 2010 г)
- излиза в запас (1 октомври 2010 г.),
- Председател на Столичния Съвет на Съюз на Офицерите и Сержантите от Запаса и Резерва (СОСРЗ) (от април 2012),
- Заместник-Председател на Съюз на Офицерите и Сержантите от Запаса и Резерва (СОСРЗ) (от април 2013 г.)
- Снет на 17 март 2014 г. от запаса поради навършване на пределна възраст за генерали – 63 г.
- Председател на Съюз на Офицерите и Сержантите от Запаса и Резерва (СОСРЗ) (от 14 септември 2017 г.) – избран на IX конгрес